# Cupo
Cupo, auch Coppa oder Quarticeno, war ein italienisches Getreidemaß im Kirchenstaat und in Bologna.
- 1 Cupo = 2 3/10 Liter
- 4 Cupo = 1 Quartirole
- 16 Cupo = 1 Staro
- 32 Cupo = 1 Corba